# Nora Roberts
Nora Roberts (eredeti nevén: Eleanor Marie Robertson) (Silver Spring, Maryland, 1950. október 10. –) amerikai írónő.

## Élete
Négy bátyja van, és ezért jól ismeri a férfiakat. Valósághűen tudja ábrázolni jellemvonásaikat, gondolkodásmódjukat. Katolikus iskolába járt, majd fiatalon, 1968-ban hozzáment Ronald Aufem-Brinke-hez, és a Maryland állambeli Keedysville-be költözött, ahol jogi titkárnőként dolgozott. Második férje, Bruce Wilder, akit akkor ismert meg, amikor megbízta őt egy könyvespolc megépítésével. 1985 júliusában házasodtak össze. Első házasságából két gyermek született, mindkettő fiú, második házasságából pedig három.

## Pályafutása
Karrierjét egy hóviharnak köszönheti: 1979 februárjában egy nagy hóvihar volt Keedysville-ben, ahol az írónő lakott, és mivel a vihar miatt nem tudott kimozdulni otthonából, hasznosan akarta tölteni az időt, ezért elkezdett történeteket írni. Ehhez az is hozzájárult, hogy egész életében sokat olvasott, és a családja sem idegenkedett az irodalomtól.

## Magyarul megjelent művei

### Saját nevén
Összesen mintegy 133 regényt írt, amelyek közül kilencet filmesítettek meg. A megfilmesített címek vastagítva vannak.
- A menedékhely[1]
- Mámor; fordította: Melis Pálma; Mars, Budapest, 1990 (Vénusz könyvek)
  - (Tünékeny szerelem címen is)
- Rázós futam; fordította: Vadász Gyula; JLX, Budapest, 1992
- Titkos bűnök; fordította: Tandori Dezső; JLX, Budapest–Los Angeles, 1993
  - (Szent bűnök címen is)
- Királyt Skóciának!; fordította: Horváth Géza; Harlequin, Budapest, 1994 (Romana széphistória)
- Van képe hozzá?; fordította: Kovács János; Harlequin, Budapest, 1995 (Júlia)
- Édes bosszú; fordította: Sarlós Zsuzsa; JLX, Budapest, 1996
  - (A bosszú csapdájában címen is)
- Nem csalás, nem ámítás / Legyőzhetetlen hármas / Apa nélkül nem megy; fordította: Gulyás Teréz, Szijj Zsuzsa, Mártonffy Attila; Harlequin, Budapest, 1996 (Júlia)
- Nekem rendelt asszony; fordította: Mátyás Mária; Harlequin, Budapest, 1997 (Tiffany)
- Merész álmok; fordította: Sarlós Zsuzsa; JLX, Budapest, 1997
  - (Merész álom címen is)
- Kérünk, kedves Télapó !; fordította: G. Korda Edit, Németh Noémi, Mátyás Mária; Harlequin, Budapest, 1998 (Júlia)
- Veszélyes álmok; fordította: Sarlós Zsuzsa; JLX, Budapest, 1998
- Csalóka álmok; fordította: Sarlós Zsuzsa; JLX, Budapest, 1998 (Nők könyve)
  - (Késleltetett álom címen is)
- Csiki-csuki; fordította: Olasz György; Harlequin, Budapest, 1998 (Bianca)
- Biztonságos kikötő; fordította: Várady Ágnes; Harlequin, Budapest, 1999 (Júlia)
- Korallzátony; fordította: Farkas Krisztina; JLX, Budapest, 1999
- Folyóvég; fordította: Szabó Olimpia; Reader's Digest, Budapest, 2000 (Válogatott könyvek)
- A szégyen leánya; fordította: Palkó Ágnes; Gabo, Budapest, 2000
- A tűz leánya; fordította: Nagy Ágnes; Gabo, Budapest, 2000
- A jég leánya; fordította: Palkó Ágnes; Gabo, Budapest, 2000
- A befejezett szimfónia; fordította: Fehér Sára; Harlequin, Budapest, 2001 (Arany Júlia)
- Időtlen szerelem; fordította: Király Zsuzsa; Gabo, Budapest, 2001
- A tenger szíve; fordította: Szűr-Szabó Katalin; Magyar Könyvklub, Budapest, 2001
- A Stanislaski fivérek; fordította: Lengyel Zoltán, Marton Péter; Harlequin, Budapest, 2001 (Arany Júlia)
- Háborgó tenger; fordította: Eőry Laura; Gabo, Budapest, 2001
- A hold könnyei; fordította: Szűr-Szabó Katalin; Magyar Könyvklub, Budapest, 2001
- Holdfogyatkozás; fordította: Király Zsuzsa; Gabo, Budapest, 2001
- Napgyémántok; fordította: Szűr-Szabó Katalin; Magyar Könyvklub, Budapest, 2001
- Hazai vizeken; fordította: Palkó Ágnes; Gabo, Budapest, 2001
- Csendes öböl; fordította: Palkó Ágnes; Gabo, Budapest, 2001
- Bűbájosok; fordította: Hanny Norbert; Harlequin, Budapest, 2002 (A New York Times sikerszerzője)
- Megtalált álom; fordította: Király Zsuzsa; Gabo, Budapest, 2002
- A Calhoun család; Harlequin, Budapest, 2002-2003 (A New York Times sikerszerzője)
  - 1. A smaragd nyakék legendája / Catherine / Amanda; fordította: Hanny Norbert; 2002
  - 2. A smaragd nyakék felragyog / Lilah / Suzanna; fordította: Komáromy Dániel, Komáromy Rudolf; 2002
  - 3. A smaragd nyakék hatalma; fordította: Komáromy Dániel; 2003
- Vadmacskák; fordította: Barkóczi András; Reader's Digest, Budapest, 2002 (Reader's Digest válogatott könyvek)
- Merész álom; fordította: Ligeti Ágnes; Gabo, Budapest, 2002
  - (Merész álmok címen is)
- A MacGregor család; Harlequin, Budapest, 2002
  - 1. A sors megkísértése / Szerencsejátékosok / Aki mer, az nyer; fordította: Haiman Ani; 2002
  - 2. A sors beteljesülése / Fenyegető kilátások / Szédítő magasság; fordította: Lengyel Zoltán; 2002
- Késleltetett álom; fordította: Király Zsuzsa; Gabo, Budapest, 2002
  - (Csalóka álmok címen is)
- Hazatérés; fordította: Kirschner Dávid; Reader's Digest, Budapest, 2003 (Reader's Digest válogatott könyvek)
- Az udvarház; fordította: Király Zsuzsa; Gabo, Budapest, 2003
- A Hold árnyéka; Harlequin, Budapest, 2003 (A New York Times sikerszerzője)
  - 1. Éjszakai műszak / Oltalmazó árnyék; fordította: Hanny Norbert; 2003
  - 2. Acélos rózsa / Tűznél forróbb; fordította: Hanny Norbert; 2003
  - 3. A Fekete Sólyom; fordította: Melegh Erika; 2003
- Tündérvarázs; fordította: Hanny Norbert; Harlequin, Budapest, 2003 (A New York Times sikerszerzője)
- Örök kötelék; fordította: Komáromy Dániel; Gabo, Budapest, 2003
- A három sorsistennő; fordította: Szabó Klára; Gabo, Budapest, 2003
- A múlt nyomában; fordította: Hanny Norbert; Harlequin, Budapest, 2003 (A New York Times sikerszerzője)
- Sullivan asszonya; fordította: Csalló Kinga; Harlequin, Budapest, 2004 (A New York Times sikerszerzője)
- A Három Nővér Szigete; Gabo, Budapest, 2004
  - 1. Örvénylés; fordította: Király Zsuzsa
  - 2. Ég és föld; fordította: Tóth Gizella
  - 3. Szemben a tűzzel; fordította: Bori Erzsébet
- Mézes puszedli; fordította: Németi Anita; Harlequin, Budapest, 2004 (A New York Times sikerszerzője)
- Nyári álmok; fordította: Hanny Norbert; Harlequin, Budapest, 2004 (A New York Times sikerszerzője)
- Biztos rév; fordította: Tóth Gizella; Gabo, Budapest, 2004
- Hódító herceg; fordította: Hanny Norbert; Harlequin, Budapest, 2004 (A New York Times sikerszerzője)
- Udvari előadás; fordította: Hanny Norbert; Harlequin, Budapest, 2004 (A New York Times sikerszerzője)
- Rangrejtve; fordította: Hanny Norbert; Harlequin, Budapest, 2004 (A New York Times sikerszerzője)
- Belezúgtál, anyu?; fordította: Káli Sarolta; Harlequin, Budapest, 2004 (Arany Júlia)
- Házi feladat; fordította: Németi Anita; Harlequin, Budapest, 2004 (A New York Times sikerszerzője)
- Emlékek boltja; fordította: Király Zsuzsa; Gabo, Budapest, 2004
- A mágia útjai; fordította: Kiss Tamás; Gold Book, Debrecen, 2005
- Téli álmok; fordította: Várnai Péter; Harlequin, Budapest, 2005 (A New York Times sikerszerzője)
- A szabadság íze. A MacKade fivérek; fordította: Németi Anita; Harlequin, Budapest, 2005 (A New York Times sikerszerzője)
- Nyáréjszakák / Pengeélen / Fedezet nélkül; fordította: Radics Viktória; Harlequin, Budapest, 2005 (A New York Times sikerszerzője)
- A bátorság kulcsa; fordította: Király Zsuzsa; Gabo, Budapest, 2005
- A tudás kulcsa; fordította: Tóth Gizella; Gabo, Budapest, 2005
- Foglyul ejtett csillag; fordította: Kánya Krisztina; Harlequin, Budapest, 2005 (A New York Times sikerszerzője)
- Rejtőzködő csillag; fordította: Kánya Kriszta; Harlequin, Budapest, 2005 (A New York Times sikerszerzője)
- A fény kulcsa; fordította: Erős László; Gabo, Budapest, 2005
- Titokzatos csillag; fordította: Kánya Krisztina; Harlequin, Budapest, 2005 (A New York Times sikerszerzője)
- Véráztatta föld. A Mackade fivérek; fordította: Németi Anita; Harlequin, Budapest, 2005 (A New York Times sikerszerzője)
- A sors útjai; fordította: Kiss Tamás; Gold Book, Debrecen, 2005
- Törvényes úton. A MacKade fivérek; fordította: Németi Anita; Harlequin, Budapest, 2005 (A New York Times sikerszerzője)
- Északi fény; fordította: Király Zsuzsa; Gabo, Budapest, 2006
- Fenn a csúcson; fordította: Bakay Dóra / Száguldó cirkusz; fordította: Radics Viktória; in: Jégvirágos történetek; Harlequin, Budapest, 2006 (A New York Times sikerszerzője)
- Tánclépésben. Az O'Hurley család; fordította: Győry Hajnalka; Harlequin, Budapest, 2006 (A New York Times sikerszerzője)
- A lázadó. Ír szívek; fordította: Győry Hajnalka; Harlequin, Budapest, 2006 (A New York Times sikerszerzője)
- Szívélyes fogadtatás; fordította: Várnai Péter / Új műsor; fordította: Radics Viktória; in: Nyári szerelmek; Harlequin, Budapest, 2006 (A New York Times sikerszerzője)
- Fekete rózsa; fordította: Tóth Gizella; Gabo, Budapest, 2006
- Pamela rózsája. Ír szívek; fordította: Nagy Dóra; Harlequin, Budapest, 2006 (A New York Times sikerszerzője)
- Nyugvóponton. A MacKade fivérek; fordította: Németi Anita; Harlequin, Budapest, 2006 (A New York Times sikerszerzője)
- Kék dália; fordította: Tóth Gizella; Gabo, Budapest, 2006
- Vörös liliom; fordította: Tóth Gizella; Gabo, Budapest, 2006
- Vadvirágok. Ír szívek; fordította: Győri Hajnalka; Harlequin, Budapest, 2006 (A New York Times sikerszerzője)
- Kék füst; fordította: Palkó Ágnes; Gabo, Budapest, 2006
- Veszélyes kanyar. Az O'Hurley család; fordította: Győry Hajnalka; Harlequin, Budapest, 2006 (A New York Times sikerszerzője)
- Biztonságos kikötő; fordította: Tóth Gizella; Gabo, Budapest, 2007
- Egy házban az ellenséggel; fordította: Fülöp Villő; Harlequin, Budapest, 2007 (A New York Times sikerszerzője)
- Nyílt titkok; fordította: Tukacs Tamás; Gold Book, Debrecen, 2007
- Kör-trilógia; fordította: Király Zsuzsa; Gabo, Budapest, 2007
  - 1. Morrigan keresztje
  - 2. Istenek tánca
  - 3. A Némaság völgye
- Szerelmem, Jack; fordította: Hanny Norbert; Harlequin, Budapest, 2007 (A New York Times sikerszerzője)
- Korallzátony; fordította: Farkas Krisztina; Gabo, Budapest, 2007
- A szív útjai; fordította: Tukacs Tamás; Gold Book, Debrecen, 2007
- Nyári örömök / Háborúban, szerelemben; fordította: Várnai Péter; Harlequin, Budapest, 2007 (A New York Times sikerszerzője)
- A legjobb terv; fordította: Fülöp Villő; Harlequin, Budapest, 2007(A New York Times sikerszerzője)
- Az angyal markában; fordította: F. Nagy Piroska; Gabo, Budapest, 2007
- A törvénytelen; fordította: Hanny Norbert; Harlequin, Budapest, 2007 (A New York Times sikerszerzője)
- Lángoló jég. Az O'Hurley család; fordította: Győry Hajnalka; Harlequin, Budapest, 2007 (A New York Times sikerszerzője)
- Zabolátlanul. Az O'Hurley család; fordította: Győry Hajnalka; Harlequin, Budapest, 2007 (A New York Times sikerszerzője)
- Bukott angyal; fordította: Kovács Attila; Reader's Digest, Budapest, 2007 (Reader's Digest válogatott könyvek)
- A Nyugat dala / A megszelidíthetetlen; fordította: Csató Gabriella; Harlequin, Budapest, 2007 (A New York Times sikerszerzője. Romantika)
- Folyóvég panzió; fordította: Tóth Gizella; Gabo, Budapest, 2007
- Győztes játszma / Szerep nélkül; fordította: Zinner Judit, Hanny Norbert; Harlequin, Budapest, 2008 (A New York Times sikerszerzője)
- Vetélytársak; fordította: Zinner Judit; Harlequin, Budapest, 2008 (A New York Times sikerszerzője)
- Nézd meg az anyját!; fordította: Kövesdi Miklós Gábor; Harlequin, Budapest, 2008 (A New York Times sikerszerzője)
- Virágok szigete / Merész vállalkozás; fordította: Gärtner Zita, Hanny Norbert; Harlequin, Budapest, 2008 (A New York Times sikerszerzője. Romantika)
- A bosszú csapdájában; fordította: Kiss Tamás; Gold Book, Debrecen, 2008
  - (Édes bosszú címen is)
- Délidő; fordította: Tóth Gizella; Gabo, Budapest, 2008
- Határtalan vágy; fordította: Székely György; Harlequin, Budapest, 2008 (A New York Times sikerszerzője)
- A játék szabálya; fordította: Kosztolányi Klára; Harlequin, Budapest, 2008 (A New York Times sikerszerzője)
- Lezáratlan ügy; fordította: Fülöp Villő; Harlequin, Budapest, 2008 (A New York Times sikerszerzője)
- Azúrkék égbolt; fordította: Bozai Ágota; Gabo, Budapest, 2008
- Kincses szívek; fordította: Sillár Emőke; Harlequin, Budapest, 2008 (A New York Times sikerszerzője)
- Forró jég; fordította: Kiss Tamás; Gold Book, Debrecen, 2008
- Ártatlan áldozatok; fordította: F. Nagy Piroska; Gabo, Budapest, 2008
- A múlt titkai; fordította: Gondáné Kaul Éva; Gabo, Budapest, 2009
- Bor, boldogság, Bretagne / Képregény az életem; fordította: Hanny Norbert, Gulácsy Anna; Harlequin, Budapest, 2009 (A New York Times sikerszerzője. Romantika)
- Vértestvérek. Völgy-trilógia 1.; fordította: Palásthy Ágnes; Gabo, Budapest, 2009
- Hawkins-völgy. Völgy-trilógia 2.; fordította: Palásthy Ágnes; Gabo, Budapest, 2009
- Pogánykő. Völgy-trilógia 3.; fordította: Palásthy Ágnes; Gabo, Budapest, 2009
- Rémes otthon; fordította: Bozai Ágota; Gabo, Budapest, 2009
- Nem teljesen idegen; fordította: Fülöp Villő; Harlequin, Budapest, 2009 (A New York Times sikerszerzője)
- Piruett; fordította: Erdeős Zsuzsanna; Harlequin, Budapest, 2009 (A New York Times sikerszerzője)
- hol nem volt; fordította: Fülöp Villő; Harlequin, Budapest, 2009 (A New York Times sikerszerzője)
- A kétféle törvény; fordította: Sárvári Noémi; Harlequin, Budapest, 2009 (A New York Times sikerszerzője)
- A mama albérlője / Még egyszer, érzéssel; fordította: Hanny Norbert, Szabó Júlia; Harlequin, Budapest, 2009 (A New York Times sikerszerzője)
- Szent bűnök; fordította: Békési József; Gold Book, Debrecen, 2009
  - (Titkos bűnök címen is)
- Az elbűvölő mágus; fordította: Brodszky Ildikó; Harlequin, Budapest, 2009 (A New York Times sikerszerzője)
- Tünékeny szerelem; fordította: Békési József; Gold Book, Debrecen, 2009
  - (Mámor címen is)
- Egyszer volt; fordította: Gulácsy Anna; Harlequin, Budapest, 2009 (A New York Times sikerszerzője)
- Lehull az álarc; fordította: Dobos Lídia; Gabo, Budapest, 2009
- Karácsonyi babaház / Például Kate; fordította: Erdeős Zsuzsanna, Kálló András; Gold Book, Debrecen, 2010 (A New York Times sikerszerzője. Romantika)
- Szűz kéz. Robert. A MacGregor család; fordította: Zinner Judit; Harlequin, Budapest, 2010 (A New York Times sikerszerzője)
- Tökéletes szomszéd. Cybil. A MacGregor család; fordította: Zinner Judit; Harlequin, Budapest, 2010 (A New York Times sikerszerzője)
- Vőlegények. A MacGregor család; fordította: Erdeős Zsuzsanna, Zinner Judit; Harlequin, Budapest, 2010 (A New York Times sikerszerzője)
- Menyasszonyok. A MacGregor család; fordította: Erdeős Zsuzsanna, Sárvári Noémi; Harlequin, Budapest, 2010 (A New York Times sikerszerzője)
- Fekete-hegység; fordította: Gondáné Kaul Éva; Gabo, Budapest, 2010
- Megigézve / Társszerzők; fordította: Oravecz Elvira, Gerhardt Krisztina; Harlequin, Budapest, 2010 (A New York Times sikerszerzője. Romantika)
- Az éj leple alatt; fordította: Gulácsy Annamária; Harlequin, Budapest, 2010 (A New York Times sikerszerzője)
- Képmutatók; fordította: Mészáros Eszter; Harlequin, Budapest, 2010 (A New York Times sikerszerzője)
- Táncrend; fordította: Hanny Norbert; Harlequin, Budapest, 2010 (A New York Times sikerszerzője)
- Őszinte hazugságok; fordította: Boross Anna; Gabo, Budapest, 2010
- A sors viharában. A MacGregor család; fordította: Zinner Judit, Kálló András; Harlequin, Budapest, 2010 (A New York Times sikerszerzője)
- Nyomkövetők; fordította: Boross Anna; Gabo, Budapest, 2011
- Karácsonyi kívánság; fordította: G. Korda Edit; Harlequin, Budapest, 2011 (A New York Times sikerszerzője)
- Látomás fehérben. Menyasszonyok 1.; fordította: Gondáné Kaul Éva; Gabo, Budapest, 2011
- A boldogság virágai. Menyasszonyok 2.; fordította: Gondáné Kaul Éva; Gabo, Budapest, 2011
- A boldogság édes íze. Menyasszonyok 3.; fordította: Gondáné Kaul Éva; Gabo, Budapest, 2011
- Mindörökkön örökké. Menyasszonyok 4.; fordította: Gondáné Kaul Éva; Gabo, Budapest, 2011
- Bűbájosok. A Donovan-örökség; fordította: Hanny Norbert; Harlequin, Budapest, 2011 (A New York Times sikerszerzője)
- Jégvirág; fordította: Várnai Péter; in: Karácsonyra, szeretettel; Harlequin, Budapest, 2012 (A New York Times sikerszerzője)
- A befejezett szimfónia / Egy hölgy elcsábítása; fordította: Szabó Júlia; Harlequin, Budapest, 2012 (A New York Times sikerszerzője)
- Tüzes nyár; fordította: Gondáné Kaul Éva; Gabo, Budapest, 2012
- Nekem rendelt asszony / Alex meggyőzése; fordította: Szabó Júlia; Harlequin, Budapest, 2012 (A New York Times sikerszerzője)
- A bátorság kulcsa; fordította: Király Zsuzsa; Gabo, Budapest, 2012
- Nem vagyunk fából; fordította: Várnai Péter; in: Ha eljő a karácsony. 2 karácsonyi történet 1 kötetben; Harlequin, Budapest, 2013 (A New York Times sikerszerzője)
- Oltalmazó árnyék. A Hold árnyéka; fordította: Hanny Norbert; 2. átdolg. kiad.; Harlequin, Budapest, 2013
- A második kezdet. A BoonsBoro Inn trilógia első kötete; fordította: Gonda Éva; Gabo, Budapest, 2013
- Az első és utolsó. A BoonsBoro Inn trilógia második kötete; fordította: Gonda Éva; Gabo, Budapest, 2013
- A tökéletes társ. A BoonsBoro Inn trilógia harmadik kötete; fordította: Gonda Éva; Gabo, Budapest, 2013
- A tanú; fordította: Tóth Gizella; Gabo, Budapest, 2013
- A smaragd nyakék hatalma; fordította: Komáromy Dániel; 2. átdolg. kiad.; Harlequin, Budapest, 2013 (A New York Times sikerszerzője)
- Éjszakai műszak. A Hold árnyéka; fordította: Hanny Norbet; 2. átdolg. kiad; Harlequin, Budapest, 2013
- A gyűjtő; fordította: Gondáné Kaul Éva; Gabo, Budapest, 2014
- Fenn a csúcson; fordította: Bakay Dóra; in: Varázslatos karácsony. 2 történet 1 kötetben; Harlequin, Budapest, 2014 (A New York Times sikerszerzője)
- Az oromház rejtélye; fordította: Gondáné Kaul Éva; Gabo, Budapest, 2014
- A Fekete Sólyom. A Hold árnyéka; fordította: Melegh Erika; 2. átdolg. kiad.; Harlequin, Budapest, 2014 (A New York Times sikerszerzője)
- Tűznél forróbb. A Hold árnyéka; fordította: Hanny Norbert; Harlequin, Budapest, 2014 (A New York Times sikerszerzője)
- Acélos rózsa. A Hold árnyéka; fordította: Hanny Norbert; 2. átdolg. kiad.; Harlequin, Budapest, 2014 (A New York Times sikerszerzője)
- A hazug; fordította: Tóth Gizella; Gabo, Budapest, 2015
- Nyugvóponton. A MacKade fivérek; fordította: Németi Anita; 2. átdolg. kiad.; Harlequin, Budapest, 2015 (A New York Times sikerszerzője)
- A szabadság íze. A MacKade fivérek; fordította: Németi Anita; 2. átdolg. kiad.; Harlequin, Budapest, 2015 (A New York Times sikerszerzője)
- Sötét boszorkány. Az O'Dwyer örökség trilógia első kötete; fordította: Gondáné Kaul Éva; Gabo, Budapest, 2015
- Árnyékvarázslat. Az O'Dwyer örökség trilógia második kötete; fordította: Gondáné Kaul Éva; Gabo, Budapest, 2015
- Vérmágia. Az O'Dwyer örökség trilógia harmadik kötete; fordította: Gondáné Kaul Éva; Gabo, Budapest, 2015
- A Nyugat dala / Virágok szigete; fordította: Csató Gabriella, Gärtner Zita; Harlequin, Budapest, 2015 (A New York Times sikerszerzője)
- Törvényes úton. A MacKade fivérek; fordította: Németi Anita; 2. átdolg. kiad.; Harlequin, Budapest, 2015 (A New York Times sikerszerzője)
- Bor, boldogság, Bretagne / A mama albérlője; fordította: Hanny Norbert; Harlequin, Budapest, 2016 (A New York Times sikerszerzője)
- Foglyul ejtett csillag. Mitrász csillagai; fordította: Kánya Krisztina; 2. átdolg. kiad.; Harlequin, Budapest, 2016 (A New York Times sikerszerzője)
- Megszállottság; fordította: Gázsity Mila; Gabo, Budapest, 2016
- Rejtőzködő csillag. Mitrász csillagai; fordította: Kánya Kriszta; 2. átdolg. kiad.; Harlequin, Budapest, 2016 (A New York Times sikerszerzője)
- Száguldó cirkusz / Háborúban, szerelemben; fordította: Radics Viktória, Várnai Péter; Harlequin, Budapest, 2016 (A New York Times sikerszerzője)
- Karácsonyi babaház; fordította: Erdeős Zsuzsanna; in: Tündöklő karácsony. Két történet egy kötetben; HarperCollins, Budapest, 2017 (A The New York Times sikerszerzője)
- Az éj leple alatt; fordította: Gulácsy Annamária; 2. átdolg. kiad.; HarperCollins, Budapest, 2017 (A The New York Times sikerszerzője)
- Vetélytársak; fordította: Zinner Judit; 2. átdolg. kiad.; HarperCollins, Budapest, 2017 (A The New York Times sikerszerzője)
- Aki mer, az nyer. A MacGregor család; fordította: Haiman Ani; 2. átdolg. kiad.; Harlequin, Budapest, 2017 (A The New York Times sikerszerzője)
- A sors csillagai. Az Őrzők-trilógia első kötete; fordította: Dobos Lídia; Gabo, Budapest, 2017
- Sóhajok vizén. Az Őrzők-trilógia második kötete; fordította: Dobos Lídia; Gabo, Budapest, 2017
- Az Üvegsziget. Az Őrzők-trilógia harmadik kötete; fordította: Dobos Lídia; Gabo, Budapest, 2017
- Nem teljesen idegen; fordította: Fülöp Villő; 2. átdolg. kiad.; Harlequin, Budapest, 2017 (A The New York Times sikerszerzője)
- Szerencsejátékosok. A MacGregor család; fordította: Haiman Ani; 2. átdolg. kiad.; Harlequin, Budapest, 2017 (A New York Times sikerszerzője)
- Titokzatos csillag. Mitrász csillagai; fordította: Kánya Krisztina; 2. átdolg. kiad.; Harlequin, Budapest, 2017 (A The New York Times sikerszerzője)
- Fenyegető kilátások. A MacGregor család; fordította: Haiman Ani; 2. átdolg. kiad.; Harlequin, Budapest, 2017 (A The New York Times sikerszerzője)
- Győztes játszma / Pengeélen; fordította: Zinner Judit, Radics Viktória; 2. átdolg. kiad.; Harlequin, Budapest, 2017 (A The New York Times sikerszerzője),
- Naplemente idején; fordította: Gázsity Mila; Gabo, Budapest, 2017
- Szédítő magasság. A MacGregor család; fordította: Lengyel Zoltán; 2. átdolg. kiad.; HarperCollins, Budapest, 2018 (A The New York Times sikerszerzője)
- Mézes puszedli; fordította: Németi Anita; 2. átdolg. kiad.; HarperCollins, Budapest, 2018 (A The New York Times sikerszerzője)
- Határtalan vágy; fordította: Székely György; 2. átdolg. kiad.; HarperCollins, Budapest, 2018 (A The New York Times sikerszerzője)
- Házi feladat; ford. Németi Anita; 2. átdolg. kiad.; HarperCollins, Budapest, 2018 (A The New York Times sikerszerzője)
- Biztos menedék; ford. Gondáné Kaul Éva; Gabo, Budapest, 2018
- A múlt nyomában; ford. Hanny Norbert; 2. átdolg. kiad.; HarperCollins, Budapest, 2018 (A The New York Times sikerszerzője)
- Képmutatók: egy kép – egy hang; ford. Mészáros Eszter; 2. átdolg. kiad.; HarperCollins, Budapest, 2018 (A New York Times sikerszerzője)
- Rejtett természet / Villanófény; ford. Hanny Norbert; HarperCollins, Budapest, 2018 (A New York Times sikerszerzője)
- A sors útjai; ford. Kiss Tamás; 2. jav. kiad.; Gold Book, Debrecen, 2019
- A szív útjai; ford. Tukacs Tamás; 2. jav. kiad.; Gold Book, Debrecen, 2019
- Merész vállalkozás; ford. Hanny Norbert; 3. átdolg. kiad.; Vinton, Budapest, 2019 (A The New York Times sikerszerzője)
- Most és mindörökké. Daniel. A MacGregor család; ford. Kálló András; 2. átdolg. kiad.; Vinton, Budapest, 2019 (A New York Times sikerszerzője)
- Egy házban az ellenséggel; ford. Fülöp Villő; 3. átdolg. kiad.; Vinton, Budapest, 2019 (A The New York Times sikerszerzője)
- A mágia útjai; ford. Kiss Tamás; 2. jav. kiad.; Gold Book, Debrecen, 2019
- Udvari előadás; ford. Hanny Norbert; 2. átdolg. kiad.; Vinton, Budapest, 2019 (A The New York Times sikerszerzője)
- Sötét örvények; ford. Tóth Gizella; Gabo, Budapest, 2019
- Tánclépésben. Az O'Hurley család; ford. Győry Hajnalka; 2. átdolg. kiad.; Vinton, Budapest, 2020 (A The New York Times és az USA Today sikerszerzője)
- Csont és vér. A kiválasztott krónikája 2.; ford. Tóth Gizella; Gabo, Budapest, 2020
- A pihenőlak; ford. Tóth Gizella; Gabo, Budapest, 2021
- A mágia diadala. A kiválasztott krónikája 3.; ford. Tóth Gizella; Gabo, Budapest, 2021
- Rangrejtve; fordította: Hanny Norbert; 2. átdolg. kiad.; Vinton, Budapest, 2021 (A New York Times sikerszerzője)
- Örökség; ford. Tóth Gizella; Gabo, Budapest, 2022
- Éjszakai munka; ford. Tóth Gizella; Gabo, Budapest, 2023
- A Fekete Sólyom. A hold árnyéka 5.; ford. Melegh Erika; 3. átdolg. kiad.; Vinton, Budapest, 2023 (A New York Times sikerszerzője)
- Véráztatta föld. A MacKade fivérek; ford. Németi Anita; 3. átdolg. kiad.; Vinton, Budapest, 2023 (A New York Times sikerszerzője)
- Személyazonosság; ford. Tóth Gizella; Gabo, Budapest, 2023
- Ébredés. Sárkányszív-trilógia I.; ford. Tóth Gizella; Gabo, Budapest, 2024
- Beavatás. Sárkányszív-trilógia II.; ford. Tóth Gizella; Gabo, Budapest, 2024
- Döntés. Sárkányszív-trilógia III.; ford. Tóth Gizella; Gabo, Budapest, 2024
- Elmejátszma; ford. Sóvágó Katalin; Gabo, Budapest, 2024

### Álnéven

#### Halálos/Eve Dallassorozat, J. D. Robb álnéven (Gold Book, Debrecen)
- A halál fényében; fordította: Kiss Tamás; 2001
- Halhatatlan a halálban; fordította: Kiss Tamás; 2001
- Meztelenül a halálba; fordította: Kiss Tamás; 2001
- Halálos szertartás; fordította: Kiss Tamás; 2002
- Halálos bosszú; fordította: Kiss Tamás; 2002
- Mámoros halál; fordította: Kiss Tamás; 2002
- Halálos ünnep; fordította: Kiss Tamás; 2002
- Halálos ítélet; fordította: Kiss Tamás; 2003
- Halálos hűség; fordította: Kiss Tamás; 2003
- Halálos összeesküvés; fordította: Kiss Tamás; 2003
- A halál szemtanúi; fordította: Kiss Tamás; 2003
- Halálos ártatlanság; fordította: Kiss Tamás; 2004
- Halálos születésnap; fordította: Kiss Tamás; 2004
- Halálos árulás; fordította: Kiss Tamás; 2004
- Halálos csábítás; fordította: Kiss Tamás; 2004
- Halálos látomás; fordította: Kiss Tamás; 2005
- Halálos hasonmás; fordította: Kiss Tamás; 2005
- Halálos képmás; fordította: Kiss Tamás; 2005
- Halálos válás; fordította: Kiss Tamás; 2005
- Halálos születés; fordította: Kiss Tamás; 2006
- Halálos származás; fordította: Kiss Tamás; 2006
- Halálos emlék; fordította: Kiss Tamás; 2006
- Halálos menekülés; fordította: Kiss Tamás; 2006
- Halálos tisztaság; fordította: Kiss Tamás; 2007
- Halálos éjfél; fordította: Kiss Tamás; in: Csöndes éj; 2007
- Halálos alkotás; fordította: Kiss Tamás; 2007
- Halálos szellemjárás; fordította: Kiss Tamás; in: Botlás az éjszakában; 2007
- Halálos idegen; fordította: Kiss Tamás; 2008
- Halálos üdvösség; fordította: Kiss Tamás; 2008
- Halálos közjáték; fordította: Kiss Tamás; in: Szenvedély téren és időn túl; 2008
- Halálos rítus; fordította: Kiss Tamás; in: A 606-os lakosztály; 2009
- Halálos öröklét; fordította: Kiss Tamás; in: Éjféltájt; 2009
- Halálos ígéret; fordította: Kiss Tamás; 2009
- Halálos képzelet; fordította: Kiss Tamás; 2010
- Halálos utas; in: Eltűntek; fordította: Kiss Tamás; 2010
- Halálos rokonság; fordította: Kiss Tamás; 2010
- Halálos hitszegés; fordította: Kiss Tamás; 2011
- Halálos élvezet; fordította: Kiss Tamás; 2011
- Halálos káosz; fordította: Kiss Tamás; in: Megszállott. Öt új, félelmetes történet; 2012
- Halálos híresség; fordította: Békési József; 2012
- Halálos utazás. New Yorktól Dallasig; fordította: Kiss Tamás; 2012
- Halálos számítás; fordította: Kiss Tamás; 2013
- Halálos káprázat; fordította: Kiss Tamás; 2013
- Halálos rejtekhely; fordította: Kiss Tamás; 2014
- Halálos hálátlanság; fordította: Kiss Tamás; 2014
- Halálos ajándék; fordította: Kiss Tamás; in: A másik oldal; 2014
- Halálos rögeszme; fordította: Kiss Tamás; 2015
- Halálos karácsony; fordította: Kiss Tamás; 2015
- Halálos testvériség; fordította: Kiss Tamás; 2016
- Halálos kötődés; fordította: Kiss Tamás; 2016
- Halálos növendék; fordította: Kiss Tamás; 2017
- Halálos visszhangok; fordította: Kiss Tamás; 2018
- Halálos titkok; ford. Kiss Tamás; 2018
- Halálos hatalom; ford. Kiss Tamás; 2019
- Halálos sötét; ford. Kiss Tamás; 2019
- Halhatatlan a halálban; ford. Kiss Tamás; 2. jav. kiad.; 2019
- A halál fényében; ford. Kiss Tamás; 2. jav. kiad.; 2019
- Halálos kapcsolatok; ford. Kiss Tamás; 2019
- Meztelenül a halálba; ford. Kiss Tamás; 2. jav. kiad.; 2019
- Halálos arany; ford. Kiss Tamás; 2020
- Halálos szertartás; ford. Kiss Tamás; 2. jav. kiad.; 2021
- Halálos bosszú; fordította: Kiss Tamás; 2. jav. kiad.; 2021
- Halálos árnyékok; ford. Békési József; 2021
- Halálos hűtlenség; ford. Békési József; 2021
- Mámoros halál; fordította: Kiss Tamás; 2. jav. kiad.; 2021
- Halálos magány; ford. Békési József; 2022
- Halálos felejtés; ford. Békési József; 2022
- Halálos ráadás; ford. Kiss Tamás; 2023
- Halálos elszántság; ford. Kiss Tamás; 2023
- Halálos megtorlás; ford. Kiss Tamás; 2023
- Halálos véletlen; ford. Kiss Tamás; 2024